# Top Secret Rosies
Top Secret Rosies va ser un grup de dones contractades en un projecte secret per l'exèrcit estatunidenc en el moment àlgid de la Segona Guerra Mundial l'any 1942. Aquest col·lectiu de dones va ser creat per programar un dels primers ordinadors de la història, l’anomenat ENIAC.
Aquest grup va estar format per Betty Snyder Holberton, Jean Jennings Bartik, Kathleen McNulty Mauchly Antonelli, Marlyn Wescoff Meltzer, Ruth Lichterman Teitelbaum i Frances Bilas Spence. Les seves aportacions, encara sent enfosquides pels seus companys masculins, van ser decisives després de l'atac a Pearl Harbor.
Van treballar en la Universitat de Pennsilvània. Gràcies als seus càlculs matemàtics, els atacs en la línia de front van ser més efectius, i, per tant, es van salvar a un nombre més gran de vides. Quan es va fer públic el projecte ENIAC, els seus noms i treballs van quedar en un segon pla, mentre tot el reconeixement va ser per John Mauchly i J. Presper Eckert. Tot i això, les seves aportacions en els camps de la programació i el llenguatge informàtic van ser decisius en el segle xx.

## Membres
- Betty Snyder Holberton, informàtica, programadora i matemàtica.
- Jean Jennings Bartik, programadora, informàtica, matemàtica i redactora tècnica.
- Kathleen McNulty Mauchly Antonelli, programadora, matemàtica i informàtica.
- Marlyn Wescoff Meltzer, matemàtica, enginyera i informàtica.
- Ruth Lichterman Teitelbaum, matemàtica, programadora, enginyera i informàtica.
- Frances Bilas Spence, matemàtica, informàtica, programadora, enginyera i física.[1][3]

## Història

### Estats Units i la seva carrera tecnològica a la Segona Guerra Mundial
A la Segona Guerra Mundial, es va realitzar un avenç protagonitzat totalment per les dones que van ser invisibilitzades per complet en el seu moment. En un moment social on les dones solament podien concebre realitzar labors de casa i ensenyança, la guerra va fer que la gran majoria dels homes fossin al front, el que va portar al govern al reclutament de les dones com a mà d’obra per molts treballs. D’aquesta manera, es fa una convocatòria nacional en les Escoles Superiors a dones amb capacitats en l’àrea matemàtica en la qual es formarien les Top Secret Rosies, un grup de dones convocades pel govern dels Estats Units, la virtut de les quals va ser la seva inclinació cap a les matemàtiques. Això va ocórrer després de l’atac a Pearl Harbor i va formar part dels plans de contraatac del govern estatunidenc.

### Proves balístiques
Aquest reclutament de dones amb talent matemàtic va tenir com a objectiu l'agilització del procés d’actualització de dades de les proves balístiques. Durant la Primera Guerra Mundial, els Estats Units van comptar amb una àrea ocupada per la realització de proves balístiques; és a dir, un lloc on provaven l’abast de l’artilleria que utilitzaven. Això amb el fi de generar taules de dades que indicaven des d'on realitzar els trets. El problema d’aquest mecanisme era que les dades generades per les proves, després eren enviades per la seva estructuració en les oficines del còmput. En aquest sentit, quan arribava un nou lot de dades, en els camps de proves ja s’estaven realitzant de nous que actualitzaven els anteriors.
Per sostenir aquell assumpte, es van començar a ocupar calculadors d’artilleria com la màquina Marchant, que arrabassaven molts resultats errats. Això va fer que les dones amb habilitats matemàtiques s’orientessin a la resolució d’equacions diferencials per comprovar que els de la màquina fossin correctes. Amb aquestes dades, es van generar les Taules Balístiques amb instruccions per assolir els objectius amb precisió. Posteriorment, aquest mecanisme va ser reemplaçat per l’Analitzador Diferencial Mecànic, una màquina capaç de resoldre equacions diferencials. Això va fer que el treball de les Top Secret Rosies passés de representar 40 hores de càlculs matemàtics, a sol 15 minuts. Els resultats generats eren enviats al front de batalla i és traduïen en atacs precisos als objectius apuntats.

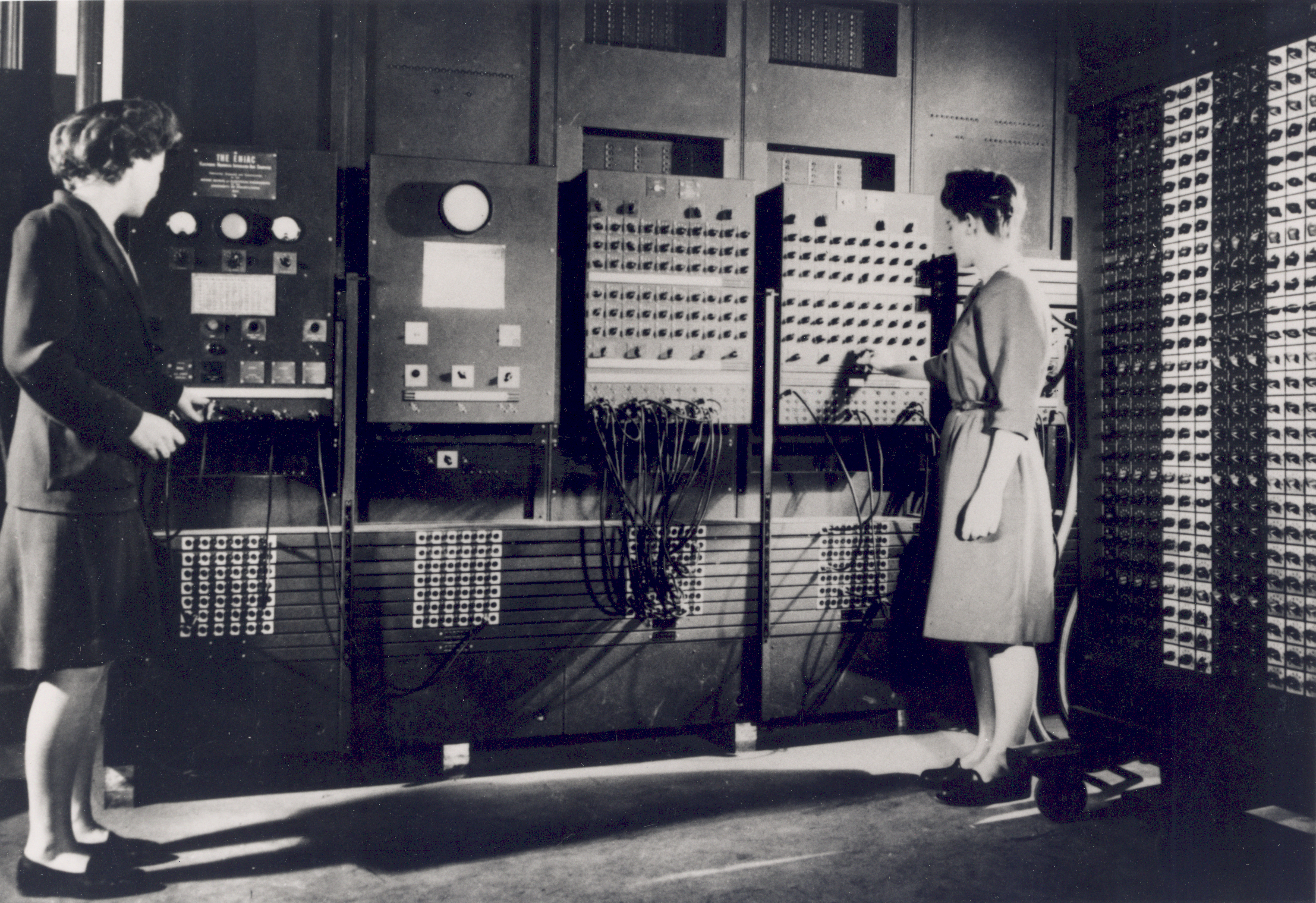
Betty Jean Jennings Bartik (esquerra) i Frances Bilas Spence (dreta), de l'equip Top Secret Rosies, creant l'ENIAC.

### Les pioneres de la programació i l'ordinador ENIAC
Les Top Secret Rosies ja era un equip de moltes dones crucial pel destí de la guerra. Tanmateix, les circumstàncies eren cada vegada més exigents i el mecanisme en ús es va fer lent. Per resoldre els problemes de velocitat de còmput, van arribar els enginyers John Presper Eckert i John William Mauchly que oferien el seu projecte ENIAC ubicat en la Universitat de Pennsilvània.
ENIAC era l’acrònim d'Electronic Numerical Integrator And Computer, un ordinador gegant capaç d’arribar a la impressionant quantitat de 5.000 sumes i 300 multiplicacions per segon. A més, comptava amb la possibilitat de ser reprogramada per dur a terme diversos tipus d'operacions. Les enginyeres van desenvolupar les bases de programació, creant la primera biblioteca de rutines i les primeres aplicacions de software. També van realitzar connexions de cables de l'ordinador a través dels sis mil terminals que posseïa, millorant així el seu ús per aconseguir més càlculs i de forma més ràpida. L'ENIAC va estar en ús fins al 1955, deu anys després de la guerra.

### La victòria dels aliats i la invisibilització de les Top Secret Rosies

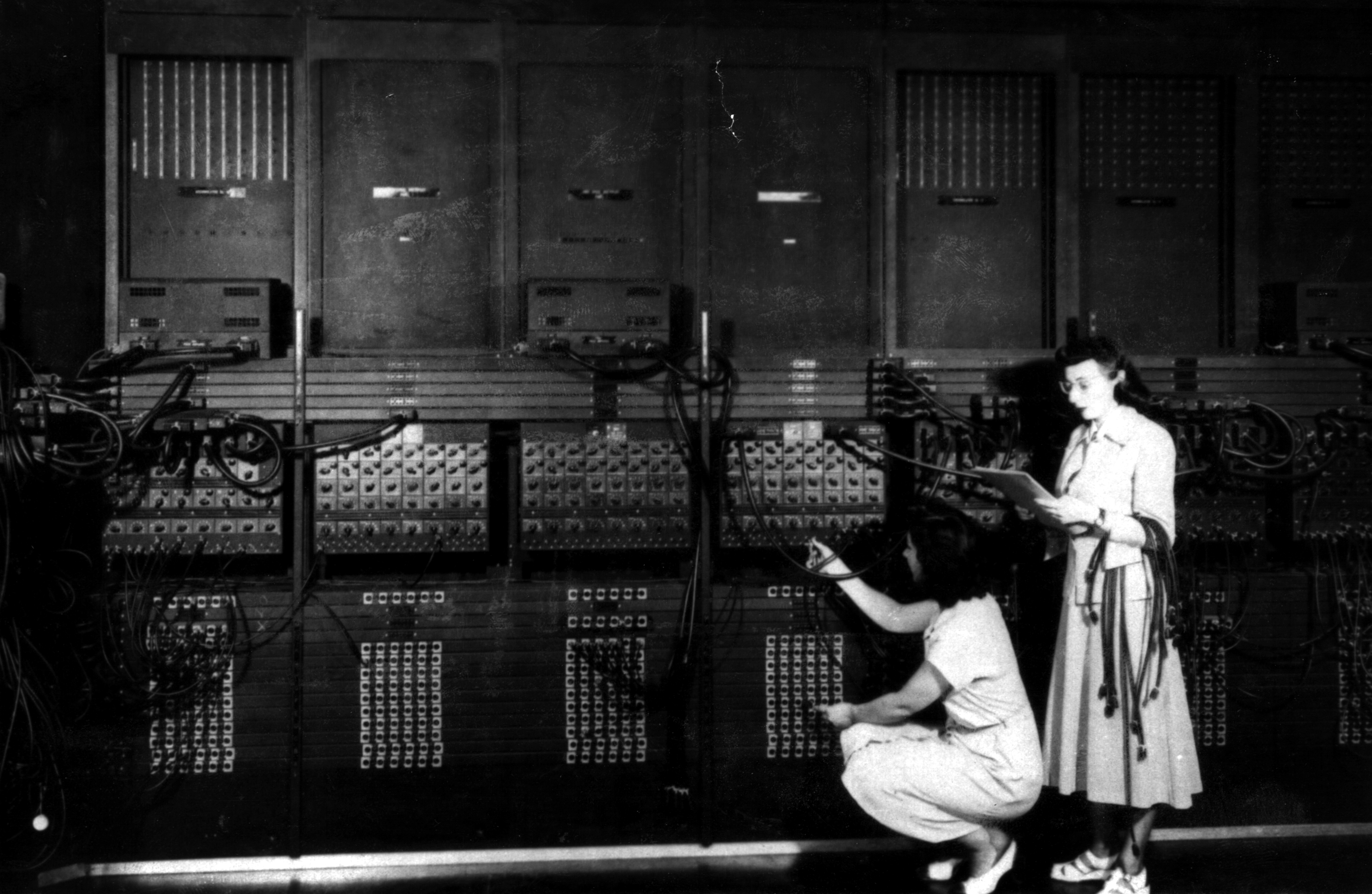
Dues dones amb cablejats al costat dret de l'ENIAC per l'"U.S. Army Photo" dels arxius de l'ARL Technical.

Els càlculs cada vegada més ràpids i precisos duts a terme per l'ENIAC programada per les Top Secret Rosies va marcar la diferència. En lloc de bombardejar àrees amb enormes danys col·laterals, els atacs van començar a anar directe a objectius. De manera que, la tasca duta a terme per aquest equip de dones va ser fonamental per a la victòria dels aliats sobre les potències de l'Eix. No obstant, després de finalitzar la guerra, tot el crèdit sobre els avenços tecnològics fonamentals per a la victòria va recalar sobre els homes. Fins i tot, es va dur a terme un sopar de celebració per a l'equip encarregat de l'ordinador ENIAC i cap de les dones va estar convidada. Els mitjans que visitaven les instal·lacions on estava l'ordinador ometien per complet a les dones en les imatges que prenien i així es van diluir els seus noms.
També es va reduir la feina de les Top Secret Rosies a una feina d’oficina i les feien passar per models que posaven al costat de l'ENIAC.

### Reconeixement tardà
Si bé l’any 1997, Betty Snyder Holberton va rebre diversos reconeixements per la seva carrera en la tecnologia, les Top Secret Rosies seguirien invisibilitzades. No seria fins a l’any 2010 arran el documental “Top Secret Rosies: The Female Computers of WWII” va portar a la taula l’aportació de l'equip en les veus d’algunes de les seves protagonistes.